# تحليل الخلية الواحدة

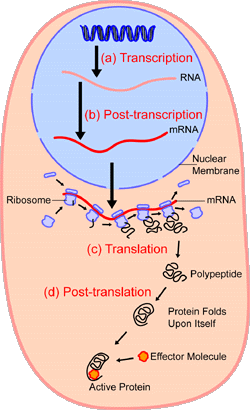
تُظهر هذه الخلية المفردة عملية العقيدة المركزية لعلم الأحياء، وهي كلها خطوات يهتم الباحثون بتحديدها (DNA ،RNA، والبروتين).

في مجال علم الأحياء الخلوي، تحليل الخلية الواحدة هو دراسة علم الجينوم والترانسكريبتوميات والبروتيوميات والأيضيات على مستوى الخلية الواحدة. في الحقيقة لا يوجد خليتان متشابهتان تمامًا حتى وإن كانتا في نفس النسيج ومن نفس النوع. عدم التجانس من خلية إلى أخرى هو سمة جوهرية لكل الكائنات المتقدمة حيث تتخصص الخلايا في أداء وظائفها المختلفة. عدم التجانس الخلوي يلعب أدوارًا حاسمة في حدوث المرض والاستجابات الدوائية. وتعزى أسباب عدم التجانس الخلوي بشكل رئيسي إلى العمليات البيوكيميائية المتغيرة بما في ذلك الجين العشوائي وانتاج البروتين والاختلافات الوظيفية في تطور الخلية أو حالة دورة الخلية والتغيرات البيئية الدقيقة للأنسجة. لقد أدى الاهتمام المتزايد باستمرار لدراسة عدم التجانس الخلوي في تطور الأنسجة والأمراض إلى تغيير نموذج التدخل العلاجي تدريجيًا وساعد في اكتشاف عقاقير جديدة. ومع ذلك، فإن تعقيد تنوع الخلايا يفرض تحديات كبيرة على تحديد المجموعات الفرعية الخلوية الرئيسية التي قد تكون مسؤولة عن الأمراض المستعصية، مثل أمراض المناعة الذاتية ومرض الزهايمر وأنواع مختلفة من السرطانات.
تقدمت تقنيات الخلية الواحدة لتحديد التجانس الخلوي بسرعة في العقد الماضي. متفاوتة في أهداف القياس، يمكن تجميع هذه التقنيات على أنها
الجينوميات، فوق الجينوميات، بروتيوميات، أو ميتابولوميات.